# Sigimund
Sigimund (* 6. Jahrhundert; † Anfang 7. Jahrhundert), latinisiert auch Sigimundus sowie Sigismund, fälschlicherweise auch Siegbert, war im ausgehenden 6. und zu Beginn des 7. Jahrhunderts Bischof von Mainz. Die Existenz eines Bischofs dieses Namens erschließt sich aus den acht verschiedenen Redaktionen der vorbonifatianischen Mainzer Bischofslisten, beginnend mit der sogenannten Series I aus der Zeit des Erzbischofs Heriger (913–927). Als gesichert gilt, dass der austrasische König Childebert II. 589 eine Einladung eines Bischofs Sigimund zur Feier des Osterfests in Mainz erhielt.

## Name und Herkunft
Der Name Sigimund ist burgundischer Herkunft. Eugen Ewig hält es für möglich, dass Sigimund über Guntram I. von Burgund, Schwager und Verbündeter der austrasischen Königin Brunichild, Verbindungen zu dieser hatte. Brunichild unterdrückte im Jahr 587 eine Rebellion oppositioneller Großen in ihrem Reich und bereinigte im Vertrag von Andelot im selben Jahr alle noch offenen Streitfragen mit Burgund. Im Zuge dieser Ereignisse nimmt Ewig einen „Magnatenschub“ von West nach Ost zur Verbreiterung und Absicherung ihrer Machtbasis sowie intensive mainzisch-burgundische Beziehungen an. In deren Folge kamen Sigimund und dessen Nachfolger Leudegasius nach Mainz.

## Amtszeit
Sigimund muss sein Amt nach 580 und vor 589 angetreten haben, wobei Ewig von einem Amtsantritt um das Jahr 587, entsprechend den politischen Ereignissen in Austrasien und Burgund, ausgeht. In seiner 591 vollendeten Historia Francorum berichtet Gregor von Tours im zehnten Buch: „Also beschloß der König Childebert auf Einladung des Sigymundus, des Priesters der Stadt Mainz (Momotiacensis oppidi), die Osterfeiertage bei der genannten Stadt feierlich zu begehen.“ Gemeint war hier das Osterfest im Jahr 589. Die Amtszeit Sigimunds endete wahrscheinlich in den ersten Jahren des 7. Jahrhunderts, spätestens aber um das Jahr 610.

## Wirken
Über das Wirken von Sigimund als Bischof in Mainz gibt es keine überlieferten Hinweise. Ewig schließt aus Spuren burgundischer Kultbeziehungen in Zusammenhang mit der Heiligenverehrung von Vinzenz von Valencia und Victor von Solothurn, beginnend mit Ende des 6. und Beginn des 7. Jahrhunderts, auf entsprechende Bemühungen von Sigimund und seines ebenfalls burgundischen Nachfolgers Leudegasius, die Verehrung dieser auch in burgundischen Gebieten bedeutenden Heiligen in Mainz zu etablieren. Diese konzentrieren sich im vorstädtischen Bereich zwischen dem römischen Mainz und dem ehemaligen Vicus bei Weisenau, in dessen Mitte die Kirche St. Alban lag.
Bei dem Translationsbericht des Mönches Sigehard von St. Alban aus dem Jahr 1298, der die durch Erzbischof Hildebert von St. Hilarius nach St. Alban umgebetteten vorbonifatianischen Mainzer Bischöfe nennt, wird Sigimund ebenfalls erwähnt.